# 玄武镇
玄武镇，是中华人民共和国河南省周口市鹿邑县下辖的一个乡镇级行政单位。

## 行政区划
玄武镇下辖以下地区：
南关社区、前庄社区、涡北社区、东关社区、涡南社区、李古洞村、王桥村、大朱村、胡集村、后皇村、王口村、余里村、孟庄村、梁楼村、操庄村、柏木村、潘庄村、时口村、郝庄村、大陈村、前王村、董楼村、后刘村、马庄村、关庄村、刘花棚村、二门村、李大楼村、崔堂村、解楼村和明郭村。